# (624) Гектор
(624) Гектор (лат. Hektor) — очень большой и очень тёмный троянский астероид Юпитера, принадлежащий к редкому спектральному классу D. Он был открыт 10 февраля 1907 года немецким астрономом Августом Копффом в Гейдельбергской обсерватории и назван в честь Гектора, храбрейшего вождя троянского войска.

Орбита астероида Гектор и его положение в Солнечной системе
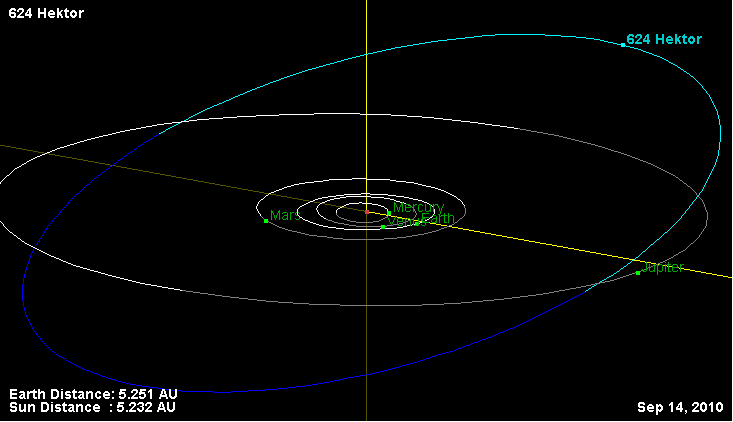
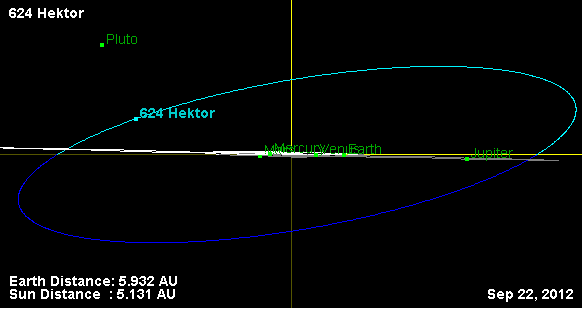

Астероид Гектор расположен в лагранжевой точке L4 Юпитера, в 60° впереди планеты, в так называемом «греческом» узле. Гектор входит в состав троянской группы астероидов и является самым крупным её представителем. По другую сторону планеты, в точке L5 («троянский узел»), расположена другая известная группа астероидов, которую возглавляет астероид (617) Патрокл.
Гектор является очень крупным астероидом Солнечной системы, имея размер 370 × 195 × 205 км, он имеет самую удлинённую форму и занимает восьмое место среди самых крупных астероидов Солнечной системы. Астероид наблюдался ещё в 1993 году с помощью космического телескопа Хаббл, но тогда из-за недостаточного углового разрешения установить форму астероида не удалось. Результаты более поздних наблюдений 17 июля 2006 года в инфракрасном диапазоне на десятиметровом телескопе Кек с использованием адаптивной оптики, говорят о том, что как и астероид (216) Клеопатра, Гектор может оказаться контактным двойным астероидом, то есть астероидом, который состоит из двух отдельных астероидов, стянутых вместе силами гравитации.

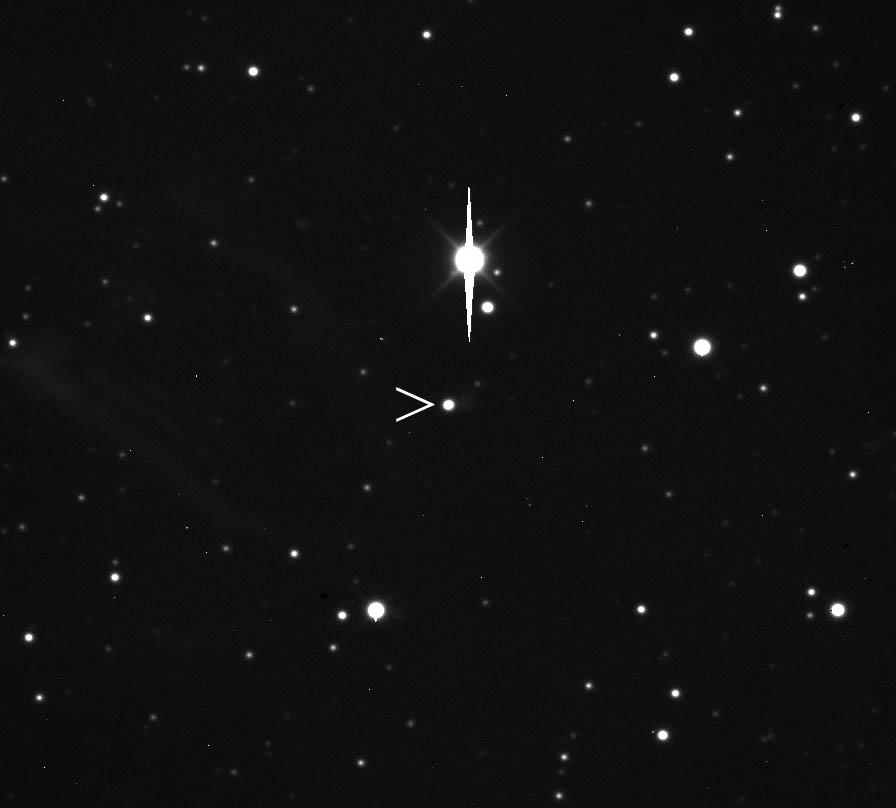
Астероид Гектор на фоне звёзд (15 ^{m})

Кроме того, благодаря высокому разрешению (0,060 угловой секунды), во время этих наблюдений удалось обнаружить 12-ти км спутник этого астероида, который вращается в 623,5 км от астероида с периодом в 2,9651 земных суток. Спутник с временным обозначением S/2006 (624) 1 получил имя Скамандр. Наличие спутника в ноябре 2011 года было подтверждено с помощью телескопа в обсерватории Кека. Гектор является одним из немногих троянских астероидов у которых обнаружены спутники (другими такими астероидами являются, например, (617) Патрокл и (3548) Эврибат).